# Lex Canuleia
De lex Canuleia was een plebisciet van de volkstribuun Gaius Canuleius in 445 v.Chr.
Het maakte onderlinge huwelijken (conubium) mogelijk tussen patriciërs en plebejers en schafte zo een verbod af dat nog maar kort voordien was opgenomen in de Twaalftafelenwet. Een ander voorstel van dezelfde volkstribuun, dat een van de consuls een plebejer zou kunnen zijn, werd terzijde geschoven door de instelling van tribuni militum consulari potestate. Dit tweede wetsvoorstel is waarschijnlijk verzonnen, om de instelling van het krijgstribunaat te verklaren.

## Antieke bronnen
- Cic., De rep. II 63.
- Liv., IV 1-6.

## Referentie
- art. Canuleia (lex), in J.G. Schlimmer - Z.C. De Boer, Woordenboek der Grieksche en Romeinsche Oudheid, Haarlem, 19203, pp. 145–146.